# Indice de Davies-Bouldin
En apprentissage automatique, plus précisément en classification automatique, l'indice de Davies-Bouldin est une mesure de qualité d'une partition d'un ensemble de données, introduite par David L. Davies et Donald W. Bouldin en 1979.

## Définition
C'est la moyenne du rapport maximal entre la distance d'un point au centre de son groupe et la distance entre deux centres de groupes.

## Expression

### Position du problème
Si l'on note {\textstyle X} la matrice des données, dont chaque ligne correspond à un individu (ou observation) et chaque colonne correspond à un prédicteur (ou variable). On note {\textstyle N} le nombre d'individus et {\textstyle p} le nombre de prédicteurs :
{\displaystyle X=\left({\begin{array}{ccc}x_{1}^{1}&...&x_{p}^{1}\\\vdots &&\vdots \\x_{1}^{N}&...&x_{p}^{N}\\\end{array}}\right)}
Notons {\textstyle d(x^{i},x^{i'})} la dissimilarité entre les individus {\displaystyle x^{i}=(x_{1}^{i},...,x_{p}^{i})} et {\displaystyle x^{i'}=(x_{1}^{i'},...,x_{p}^{i'})} (respectivement, ligne {\displaystyle i} et {\displaystyle i'}de {\displaystyle X}). Notons {\displaystyle K\geqslant 2} le nombre de groupes que l'on souhaite former.
Un algorithme de partitionnement donnera une fonction d'attribution {\displaystyle C:[\![1,N]\!]\longrightarrow [\![1,K]\!]} dont on cherche à évaluer la pertinence par un score. L'ensemble des points appartenant à un groupe {\textstyle k} est alors donné par {\textstyle I_{k}=\{i\in [\![1,N]\!]/\ C(i)=k\}}.

### Expression de l'indice de Davies-Bouldin
L'indice (ou score) de Davies-Bouldin, {\textstyle S_{DB}}, se base sur les points moyens de chaque groupe  {\textstyle \mu _{k}={\frac {1}{\vert I_{k}\vert }}\sum _{i\in I_{k}}x^{i}} et la distance moyenne entre un point et le centre de son groupe {\textstyle {\bar {\delta }}_{k}={\frac {1}{\vert I_{k}\vert }}\sum _{i\in I_{k}}d(x^{i},\mu _{k})}.
Il aura pour expression :
{\displaystyle S_{DB}={\frac {1}{K}}\sum _{k=1}^{K}\max _{k'\neq k}\left({\frac {{\bar {\delta }}_{k}+{\bar {\delta }}_{k'}}{d(\mu _{k},\mu _{k'})}}\right)}
Elle peut varier un peu selon les implémentations (distance imposée ou choix limité).

## Propriétés

### Domaine de variation
L'indice de Davies-Bouldin varie entre 0 (meilleure classification) et {\textstyle +\infty } (pire classification).